# Montesano
Montesano ist eine City im Westen des US-Bundesstaates Washington. Der Ort ist Kreisstadt (County Seat) von Grays Harbor County. Das U.S. Census Bureau hat bei der Volkszählung 2020 eine Einwohnerzahl von 4138 ermittelt.

## Name der Stadt
Der Legende nach war die Eigentümerin der Farm, die als Poststelle diente, eine sehr religiöse Frau, die der Stadt den Namen Mount Zion geben wollte. Der Gepflogenheiten im Bundesstaat Washington wegen hätte der Ort nach dem in der Nähe in den Chehalis River mündenden Fluss Wynoochee benannt werden müssen. Andere Einwohner bezweifelten den Namen und überzeugten die Postmeisterin, dass der etwas exotischer klingende spanische Name Montesano („gesunder Berg“) gleichbedeutend sei. Die spanische Sprache ist im Pazifischen Nordwesten als Name für Orte nahezu unbekannt, die zumeist dem Englischen, den Salish-Sprachen oder dem Chinook Wawa entstammen. Montesano wurde vorgeschlagen, weil Spanisch die einzige Sprache war, die allen Einwohnern bekannt war und die Postmeisterin nicht gut genug kannte, um die Täuschung zu merken.

## Bekannte Einwohner
Die ursprünglichen Mitglieder der Heavy-Metal-/Punk-Rock-Gruppe The Melvins besuchten hier die Highschool, unter ihnen Buzz Osborne.

## Geographie
Montesano liegt an der nördlichen Seite des Chehalis, in der Nähe der Einmündung des Wynoochee Rivers. An der nördlichen und westlichen Seite wird die Stadt durch Lake Sylvia und Sylvia Creek begrenzt.
Nach den Angaben des United States Census Bureaus hat die Stadt eine Fläche von 27,0 km², wovon 26,8 km² auf Land und 0,2 km² (= 0,86 %) auf Wasser entfallen.

## Demographie
Zum Zeitpunkt des United States Census 2000 bewohnten 3312 Personen die Stadt. Die Bevölkerungsdichte betrug 123,7 Personen pro km². Es gab 1408 Wohneinheiten, durchschnittlich 52,6 pro km². Die Bevölkerung Montesanos bestand zu 94,99 % aus Weißen, 0,12 % Schwarzen oder African American, 1,87 % Native American, 0,48 % Asian, 0,06 % Pacific Islander, 0,18 % gaben an, anderen Rassen anzugehören und 2,29 % nannten zwei oder mehr Rassen. 1,84 % der Bevölkerung erklärten, Hispanos oder Latinos jeglicher Rasse zu sein.
Die Bewohner Montesanos verteilten sich auf 1326 Haushalte, von denen in 30,9 % Kinder unter 18 Jahren lebten. 51,4 % der Haushalte stellen Verheiratete, 10,5 % hatten einen weiblichen Haushaltsvorstand ohne Ehemann und 33,7 % bildeten keine Familien. 28,4 % der Haushalte bestanden aus Einzelpersonen und in 13,5 % aller Haushalte lebte jemand im Alter von 65 Jahren oder mehr alleine. Die durchschnittliche Haushaltsgröße betrug 2,38 und die durchschnittlichen Familiengröße 2,92 Personen.
Die Stadtbevölkerung verteilte sich auf 23,8 % Minderjährige, 8,5 % 18–24-Jährige, 28,7 % 25–44-Jährige, 23,6 % 45–64-Jährige und 15,4 % im Alter von 65 Jahren oder mehr. Das Durchschnittsalter betrug 39 Jahre. Auf jeweils 100 Frauen entfielen 99,4 Männer. Bei den über 18-Jährigen entfielen auf 100 Frauen 96,2 Männer.
Das mittlere Haushaltseinkommen in Montesano betrug 40.204 US-Dollar und das mittlere Familieneinkommen erreichte die Höhe von 42.344 US-Dollar. Das Durchschnittseinkommen der Männer betrug 41.500 US-Dollar, gegenüber 30.096 US-Dollar bei den Frauen. Das Pro-Kopf-Einkommen in Montesano war 19.467 US-Dollar. 11,6 % der Bevölkerung und 9,3 % der Familien hatten ein Einkommen unterhalb der Armutsgrenze, davon waren 12,4 % der Minderjährigen und 10,7 % der Altersgruppe 65 Jahre und mehr betroffen.

## Sehenswürdigkeiten

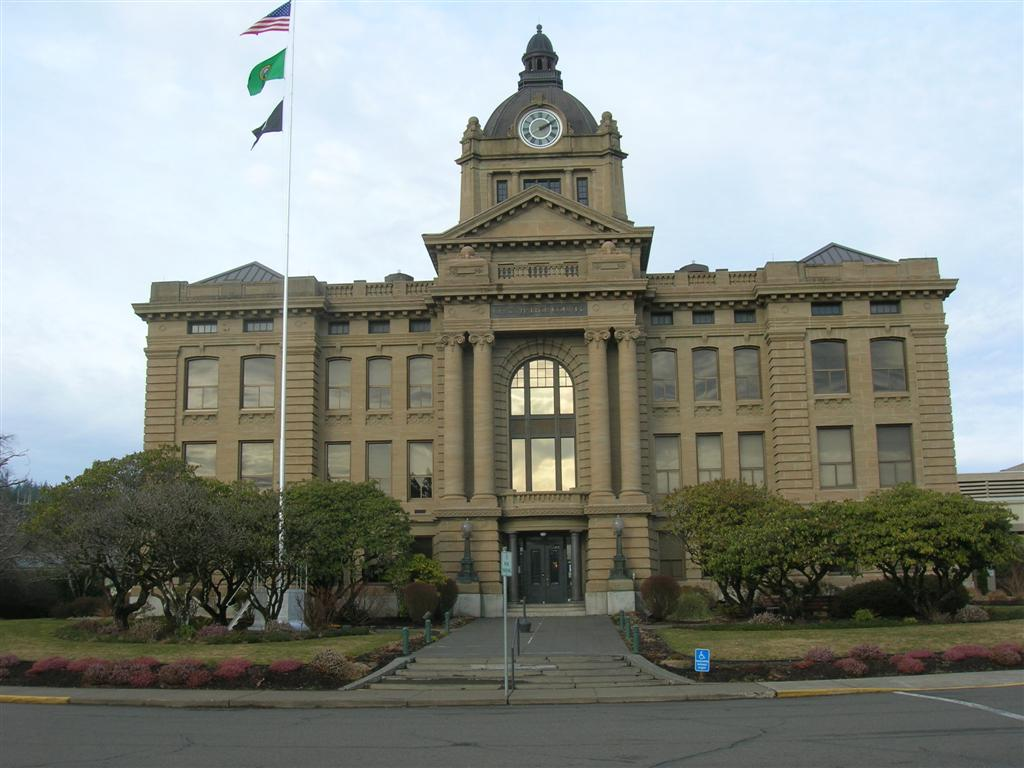
Bezirksgericht des Grays Harbor County

Eine bekannte Sehenswürdigkeit Montesanos ist das aus dem Jahr 1911 stammende Gerichtsgebäude des Countys. Es handelt sich dabei um ein dreistöckiges Bauwerk mit einem Turm. Das Innere des Gebäudes schmücken Wandbilder aus der lokalen Geschichte. In der Vordertür befindet sich ein Loch, das entstand, als der Sheriff auf einen flüchtigen Verbrecher schoss.
An die nördliche Stadtgrenze schließt sich der Lake Sylvia State Park an. Dieser liegt in einem dichten borealen Nadelwald, der eigentlich eher einem gemäßigten Regenwald ähnelt. Der Park lädt zum Schwimmen, Wandern, Campen, Angeln und Bootsfahren ein und wurde am See einer ehemaligen Sägemühle errichtet, die für eine kurze Zeit zum ersten Elektrizitätswerk der Stadt umgerüstet worden war. Der Park ist Heimat verschiedener Wasservögel, wie etwa Stockenten und Kanadagänse oder Fischadler. Am Ufer des Chehalis leben auch einige Weißkopfseeadler und Biber.
Von Montesano aus führt eine Straße nach Norden und folgt dem Lauf des Wynoochee Rivers. Dies ist die Zugangsroute zum südlichen Viertel des Olympic-Nationalparks.

## Persönlichkeiten
- Helen Margaret Gilkey (1886–1972), Mykologin, Illustratorin und Hochschullehrerin